# Hou je mond!
Hou je mond! (Engels: Can You Keep a Secret?) is een roman uit 2003 van de Engelse schrijfster Sophie Kinsella. Het was haar eerste roman na de succesvolle serie Shopaholic.
In 2019 werd een verfilming uitgebracht onder de titel Can You Keep a Secret?.

## Verhaal
Emma Corrigan werkt bij Panther Products, een fabrikant van energiedrankjes. Na een mislukte zakenreis naar Edinburgh zit ze terug in het vliegtuig naar Londen. Vanwege de hevige turbulentie raakt ze zo in paniek dat ze al haar persoonlijke geheimen deelt met de knappe, onbekende man naast haar. Eenmaal terug op het werk wordt zij voorgesteld aan Jack Harper, een van de oprichters van het bedrijf: het blijkt de man te zijn uit het vliegtuig. Hoewel het voor Emma een heel gênante situatie is dat ze per ongeluk al haar geheimen aan haar eigen baas heeft verteld, groeit er toch een vriendschap tussen de twee.